# Z-Brücke
Unter einer Z-Brücke versteht man in der Theatersprache eine Beleuchtungsbrücke über dem Auditorium (Zuschauersaal).

## Funktion
Hier werden unterhalb der Brücke Scheinwerfer angebracht. Zur Wartung kann man diese Z-Brücke dann ablassen.  Die Brücke ist entstanden, da die Verfolger (Scheinwerfer, die von Hand gesteuert werden) auch im Saal positioniert wurden und dadurch einen fest(en) zugänglichen Platz benötigen. Bei Konzerten in größeren Konzerthallen oder Freilichtbühnen kann man am Anfang, zur Pause oder am Ende einer Show beobachten, wie sich Beleuchter von diesen Verfolgerkanzeln abseilen, da hier die Z-Brücken fehlen.

## Beschaffenheit
Die Z – Brücke ist nach vorne offen und bildet mit der Raumdecke die Form eines Z. Im klassischen Theater ist diese beweglich. In vielen neueren Theatern sind diese starr mit Zugängen von den Seiten.